# Garry Peters
Garry Lorne Peters (Regina, 9 ottobre 1942) è un ex hockeista su ghiaccio e allenatore di hockey su ghiaccio canadese che nel corso della carriera ha militato nella National Hockey League e nella World Hockey Association.

## Carriera
Peters iniziò a giocare a hockey nella squadra della sua città, i Regina Pats, ricoprendo inoltre per due stagioni il ruolo di capitano. Nella primavera del 1963 fece il proprio esordio fra i professionisti all'interno dell'organizzazione dei Montreal Canadiens andando a concludere la stagione con gli Hull-Ottawa Canadiens, formazione della EPHL.
Nelle due stagioni successive trovò spazio in Central Hockey League con il farm team degli Omaha Knights, squadra con cui vinse nel 1964 l'Adams Cup oltre al Ken McKenzie Trophy come miglior rookie della lega. Nel corso della stagione 1964-1965 Peters riuscì a esordire in National Hockey League disputando 13 incontri con i Canadiens. Dopo un anno trascorso con i New York Rangers ritornò ancora a Montreal, giocando pero solo 4 partite.
Rimasto senza contratto nel 1967 Peters fu scelto durante l'NHL Expansion Draft dai Philadelphia Flyers, una delle sei nuove franchigie iscritte alla NHL. Nelle quattro stagioni successive riuscì a trovare un posto da titolare in NHL giocando oltre 200 partite e debuttando nei playoff.
Peters si trasferì nella stagione 1971-1972 ai Boston Bruins, ma non trovando un posto in prima squadra fu mandato in American Hockey League presso il farm team dei Boston Braves. Con i Braves fu autore di un'ottima stagione che lo portò a conquistare il Les Cunningham Award come MVP della lega e fu richiamato nel corso dei playoff dai Bruins per giocare una gara. I Bruins conquistarono la Stanley Cup e nonostante sole tre partite disputate nell'arco di tutta la stagione il nome di Peters fu inciso sul trofeo.
Nell'estate del 1972 venne selezionato in occasione di un altro NHL Expansion Draft dai New York Islanders, tuttavia Peters preferì lasciare la NHL per tentare la via della World Hockey Association con un'altra squadra di New York, i Raiders. Nel 1974 si ritirò dall'attività agonistica per allenare i Syracuse Blazers in North American Hockey League.

## Palmarès

### Club
- Stanley Cup: 1

Boston Bruins: 1971-1972
- Adams Cup: 1

Omaha: 1963-1964

### Individuale
- CPHL Rookie of the Year: 1

1963-1964
- Les Cunningham Award: 1

1971-1972
- AHL First All-Star Team: 1

1971-1972